# Södra Möckleby socken
Södra Möckleby socken på Öland ingick i Gräsgårds härad, ingår sedan 1971 i Mörbylånga kommun och motsvarar från 2016 Södra Möckleby distrikt i Kalmar län.
Socknens areal är 34,02 kvadratkilometer, varav 34,00 land. År 2000 fanns här 869 invånare. Tätorten Degerhamn samt kyrkbyn Södra Möckleby med sockenkyrkan Södra Möckleby kyrka ligger i socknen. 

## Administrativ historik
Södra Möckleby kyrka uppfördes under första hälften av 1100-talet. I skriftliga källor omtalas Södra Möckleby första gången 1279 ('ecclesie de Myklæby') i samband med att biskop Henrik i Linköping gav Södra Möckelby kyrka som patronatskyrka till Nydala kloster som patronatskyrka.
Vid kommunreformen 1862 övergick socknens ansvar för de kyrkliga frågorna till Södra Möckleby församling och för de borgerliga frågorna till Södra Möckleby landskommun. Denna senare uppgick 1952 i Ottenby landskommun som 1967 uppgick i Mörbylånga landskommun som 1971 ombildades till Mörbylånga kommun. Församlingen uppgick 2002 i Sydölands församling.
1 januari 2016 inrättades distriktet Södra Möckleby, med samma omfattning som församlingen hade 1999/2000.  
Socknen har tillhört samma fögderier och domsagor som Gräsgårds härad. De indelta båtsmännen tillhörde 2:a Ölands båtsmankompani.

## Geografi
Södra Möckleby socken ligger vid västra kusten i södra Öland. Socknen består av odlingsbygd nedan landborgen och huvudsakligen alvarmark ovan.

## Fornminnen

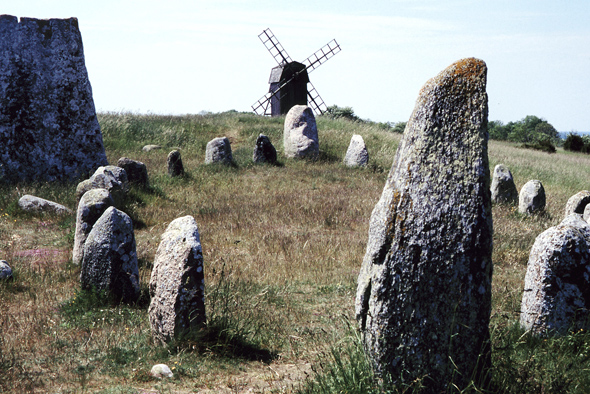
Skeppssättning på Gettlinge gravfält.

Flera mindre järnåldersgravfält och det större Gettlinge gravfält finns här. Tre runristningar är kända, nummer 13, 14 och 15, nu försvunna.

## Namnet
Namnet (1279 Mykläby), taget från kyrkbyn, består av ett förled mykil, stor och efterledet by.

## Befolkningsutveckling
| Befolkningsutvecklingen i Södra Möckleby socken 1750–1990                                               | Befolkningsutvecklingen i Södra Möckleby socken 1750–1990 | Befolkningsutvecklingen i Södra Möckleby socken 1750–1990 | Befolkningsutvecklingen i Södra Möckleby socken 1750–1990 | Befolkningsutvecklingen i Södra Möckleby socken 1750–1990 |
| --- | --------------------------------------------------------- | --------------------------------------------------------- | --------------------------------------------------------- | --------------------------------------------------------- |
| |                                                           |                                                           |                                                           |                                                           |
| År |                                                           |                                                           | Folkmängd                                                 |                                                           |
| 1750 | 1750                                                      |                                                           | 382                                                       |                                                           |
| 1760 | 1760                                                      |                                                           | 456                                                       |                                                           |
| 1769 | 1769                                                      |                                                           | 464                                                       |                                                           |
| 1780 | 1780                                                      |                                                           | 455                                                       |                                                           |
| 1790 | 1790                                                      |                                                           | 455                                                       |                                                           |
| 1800 | 1800                                                      |                                                           | 451                                                       |                                                           |
| 1810 | 1810                                                      |                                                           | 698                                                       |                                                           |
| 1820 | 1820                                                      |                                                           | 813                                                       |                                                           |
| 1830 | 1830                                                      |                                                           | 868                                                       |                                                           |
| 1840 | 1840                                                      |                                                           | 903                                                       |                                                           |
| 1850 | 1850                                                      |                                                           | 1 038                                                     |                                                           |
| 1860 | 1860                                                      |                                                           | 1 086                                                     |                                                           |
| 1870 | 1870                                                      |                                                           | 1 160                                                     |                                                           |
| 1880 | 1880                                                      |                                                           | 1 068                                                     |                                                           |
| 1890 | 1890                                                      |                                                           | 1 316                                                     |                                                           |
| 1900 | 1900                                                      |                                                           | 1 485                                                     |                                                           |
| 1910 | 1910                                                      |                                                           | 1 463                                                     |                                                           |
| 1920 | 1920                                                      |                                                           | 1 611                                                     |                                                           |
| 1930 | 1930                                                      |                                                           | 1 594                                                     |                                                           |
| 1940 | 1940                                                      |                                                           | 1 460                                                     |                                                           |
| 1950 | 1950                                                      |                                                           | 1 376                                                     |                                                           |
| 1960 | 1960                                                      |                                                           | 1 210                                                     |                                                           |
| 1970 | 1970                                                      |                                                           | 983                                                       |                                                           |
| 1980 | 1980                                                      |                                                           | 773                                                       |                                                           |
| 1990 | 1990                                                      |                                                           | 647                                                       |                                                           |
| Anm: Källor: Umeå universitet - Tabellverket 1749-1859, Demografiska databasen, CEDAR, Umeå universitet |                                                           |                                                           |                                                           |                                                           |

### Fotnoter
1. 1 2 3  Svensk Uppslagsbok andra upplagan 1947–1955: Södra+Möckleby socken
2. 1 2  Harlén, Hans; Harlén Eivy (2003). Sverige från A till Ö: geografisk-historisk uppslagsbok. Stockholm: Kommentus. Libris 9337075. ISBN 91-7345-139-8
3. ↑  Det medeltida Sverige 4:3 Öland
4. ↑  ”Församlingar”. Statistiska centralbyrån. https://www.scb.se/hitta-statistik/regional-statistik-och-kartor/regionala-indelningar/forsamlingar/. Läst 30 december 2022.
5. ↑  Möckleby&Typ=Alla&DatumFran=&DatumTill= Administrativ historik för Södra Möckleby socken (Klicka på församlingsposten). Källa: Nationella arkivdatabasen, Riksarkivet.
6. 1 2  Sjögren, Otto (1931). Sverige geografisk beskrivning del 2 Östergötlands, Jönköpings, Kronobergs, Kalmar och Gotlands län. Stockholm: Wahlström & Widstrand. Libris 9939
7. 1 2 3  Nationalencyklopedin
8. ↑  Fornlämningar, Statens historiska museum: Södra Möckleby socken
9. ↑  Fornminnesregistret, Riksantikvarieämbetet: Södra Möckleby socken Fornminnen i socknen erhålls på kartan genom att skriva in sockennamn (utan "socken") i "Ange geografiskt område"

## Vidar läsning
- Sveriges bebyggelse : statistisk-topografisk beskrivning över Sveriges städer och landsbygd.Landsbygden. Kalmar län, del 4 Hermes 1957 libris